# Bradysia nervosa
Bradysia nervosa är en tvåvingeart som först beskrevs av Johann Wilhelm Meigen 1818.  Bradysia nervosa ingår i släktet Bradysia och familjen sorgmyggor. Arten är reproducerande i Sverige. Inga underarter finns listade i Catalogue of Life.